# 1214
Năm 1214 là một năm trong lịch Julius.